# 가로세로비 (영상)
| 공통 가로세로비                                                                        |
| -------------------------------------------------------------------------------------- |
| 1:1 정사각형                                                                           |
| 1.20:1 (6:5) 무비톤(Movietone) 가로세로비용                                            |
| 1.25:1 (5:4) 초기 텔레비전 및 대형 포맷 컴퓨터 모니터                                  |
| 1.33:1 (4:3) 전통적인 텔레비전 및 컴퓨터 모니터 표준                                   |
| 1.375:1 (11:8) 아카데미 표준 영화 가로세로비                                           |
| 1.43:1 아이맥스 영화 필름 포맷                                                         |
| 1.5:1 (3:2) 고전 35 mm 필름                                                            |
| 1.6:1 (16:10 또는 8:5) 공통 컴퓨터 화면비.                                             |
| 1.6180:1 황금비                                                                        |
| 1.6667:1 (5:3) 공통 유럽 와이드스크린 표준. 파라마운트 포맷. 네이티브 슈퍼 16 mm 필름. |
| 1.77:1 또는 1.78:1 (16:9) HD 비디오 표준. 미국 디지털 방송 TV 표준.                    |
| 1.85:1 공통 미국 와이드스크린 시네마 표준                                              |
| 1.9:1 4K용 DCI 표준. 디지털 아이맥스.                                                  |
| 2:1 (18:9) Univisium                                                                   |
| 2.33:1 (21:9) 와이드스크린 컴퓨터 게이밍 모니터                                        |
| 2.35:1 또는 2.39:1 현행 와이드스크린 시네마 표준                                       |
| 2.414:1 은 비율                                                                        |
| 2.76:1 울트라 파나비전 70                                                              |
| 3.5:1 또는 3.6:1 슈퍼 울트라와이드, 울트라와이드스크린 3.6                             |
| 4.00:1 나폴레옹(1927년) 영화에 사용됨                                                  |

영상의 가로세로비는 화면비라고도 불리며(보통 "x:y"의 형태로), 가로의 길이를 세로의 길이로 나눈 값으로 표시한다. 예를 들어, 기존 텔레비전 화면의 가로세로비는 4:3 혹은 1.33:1 이었다.
고선명 텔레비전과 유럽의 디지털 텔레비전은 약 1.78:1의 16:9의 가로세로비를 사용한다. 극장에서 상영되는 영화의 경우에는 주로 2.39:1 이나 1.85:1의 가로세로비가 사용되었고, 35mm 필름의 프레임은 ("아카데미 레이쇼"라고 알려진) 1.37:1 가로세로비를 사용한다. 풀 프레임을 사용하는 무성 영화의 경우 1.33:1의 가로세로비를 사용한다.

높이를 동등하게 맞춘 상태에서 가로세로비 비교

## 9:16 표준

### 18:9 (2:1)
1998년 이후로 영화 제작자 비토리오 스토라로는 18:9 (2:1) 포맷을 사용하는 Univisium이라는 이름의 포맷을 후원하고 있다.

### 36:10 (3.6:1)
2016년에 아이맥스는 울트라 와이드스크린 3.6 포맷을 출시하면서 36:10 가로세로비를 발표하였다. 1년 뒤 삼성과 필립스는 32:9 비율을 갖춘 슈퍼 울트라와이드 디스플레이를 발표하였다. 울트라 와이드스크린 3.6 비디오 포맷은 훨씬 더 넓은 스크린X 270도 포맷의 영화가 개봉되면서 널리 퍼지지 못했다.

## 과거 및 현재 사용되는 가로세로비
- 1.19:1 (19:16)
- 1.25:1 (5:4)
- 1.33:1 (4:3, 12:9)
- 1.37:1
- 1.375:1 (11:8)
- 1.43:1
- 1.50:1 (3:2, 15:10)
- 1.55:1 (14:9)
- 1.60:1 (8:5, 16:10)
- 1.6667:1 (5:3, 15:9)
- 1.75:1 (7:4)
- 1.77:1 (16:9 = 42:32)
- 1.85:1
- 1.896:1
- 2.00:1
- 2.20:1 (11:5, 22:10)
- 2.35:1 (47:20)
- 2.37:1 (64:27 = 43:33)
- 2.39:1 (~12:5)
- 2.55:1 (~23:9)
- 2.59:1 (~13:5)
- 2.66:1 (8:3, 24:9)
- 2.76:1 (~11:4)
- 4.00:1
- 12.00:1

## 스틸 사진
스틸 사진(정적인 사진)의 공통 가로세로비는 다음을 포함한다:
- 1:1
- 5:4 (1.25:1)
- 4:3 (1.33:1)
- 3:2 (1.5:1)
- 5:3 (1.66:1)
- 16:9 (1.77:1)
- 3:1

## 시각적인 비교
다음은 같은 지역을 나타내는 영상을 여러 비율로 나타낸 것이다.
- 동일 대각선 크기를 사용한 영상:

|  |  |

- 동일 면적 / 동일 수의 화소를 사용한 영상:

|  |  |

- 동일 높이 / 동일 세로 크기를 사용한 영상:

|  |  |

- 동일 너비 / 동일 가로 크기를 사용한 영상:

|  |  |

## 화면의 가로, 세로, 면적을 구하는 공식
화면의 사양은 대각선의 길이를 통해 구하는 것이 보통이다. 다음의 공식은 높이(h), 너비(w), 면적(A)을 구하기 위해 사용할 수 있으며 여기에서 r은 비율(분수로 나타냄), d는 대각선 길이이다.
{\displaystyle h={\frac {d}{\sqrt {r^{2}+1}}}\qquad l={\frac {d}{\sqrt {{\frac {1}{r^{2}}}+1}}}\qquad A={\frac {d^{2}}{r+{\frac {1}{r}}}}}

## 같이 보기
- 와이드스크린
- 종이 크기